# 八大夜叉大將
八大夜叉大將乃佛教中的夜叉鬼神，是毘沙門天之眷屬。

## 與毘沙門天之關聯
夜叉羅剎為古代印度神話中的惡鬼總稱。有關夜叉的詳細介紹，請參考該項目。毘沙門天原本是住在暗黑世界的夜叉鬼神之首。由於毘沙門天（俱毗羅）皈依了佛教、其底下的惡鬼羅刹夜叉等類也一併皈依了佛教。於是原來屬於惡鬼的夜叉等，也被與作為善神的毘沙門天或其他諸神一同奉祀了。
據說毘沙門天王手下有五千夜叉，八大夜叉大將則是這五千夜叉的將帥。由於祂們有著根據毘沙門天王之指示去守護祈願者的傳說，祂們也被稱為八大夜叉守護神。在毘沙門天王的眷屬中，還有被稱為毘沙門天二十八使者的諸神存在。千手院所奉祀的毘沙門天二十八使者便是一例。

## 八大夜叉大將
毘沙門八兄弟

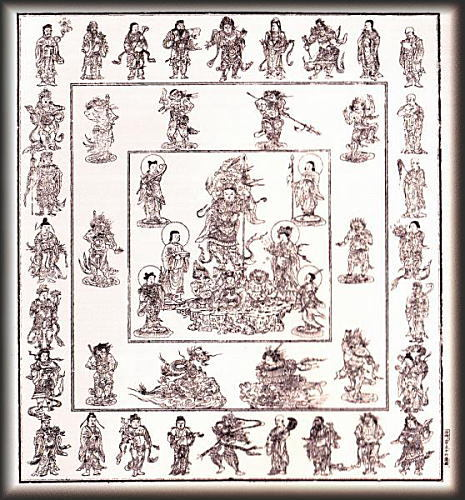
田村宗立『毘沙門天曼荼羅』，1862年（毘沙門堂勝林寺藏）
第二院（第二圈）即八大夜叉大將以及龍王

- 寶賢夜叉 (摩尼跋陀羅: Maṇibhadra，又作金賢)
- 滿賢夜叉 (布嚕那跋陀羅: Pūrṇabhadra)
- 散支夜叉 (半枳迦: Pāñcika)
- 眾德夜叉 (沙多祁裡: Śatagiri，又作百山)
- 應念夜叉 (醯摩嚩多: Himavanta，又作多雪)
- 大滿夜叉 (毗灑迦: Viśākha)
- 無比力夜叉 (阿吒嚩迦: Āṭavaka)
- 密嚴夜叉 (半遮羅: Pañcala)

〔攝大儀軌卷二、大日經疏卷五〕 p271
然而經典中存在若干名稱上的差異，並未有一定的說法。

## 其他的夜叉神
除了八大夜叉大將外，還有許多皈依了佛教、成為信仰對象的夜叉神。
有名的例子如：以庇佑兒童而為人所知的鬼子母神、立誓擁護藥師如來法門的十二神将、護持大般若經的深沙大將等等。

## 関連項目
- 毘沙門天
- 十二神将
- 十六善神
- 毘沙門天二十八使者（页面存档备份，存于）
- 二十八部衆